# Noorwegen op het Eurovisiesongfestival 2012

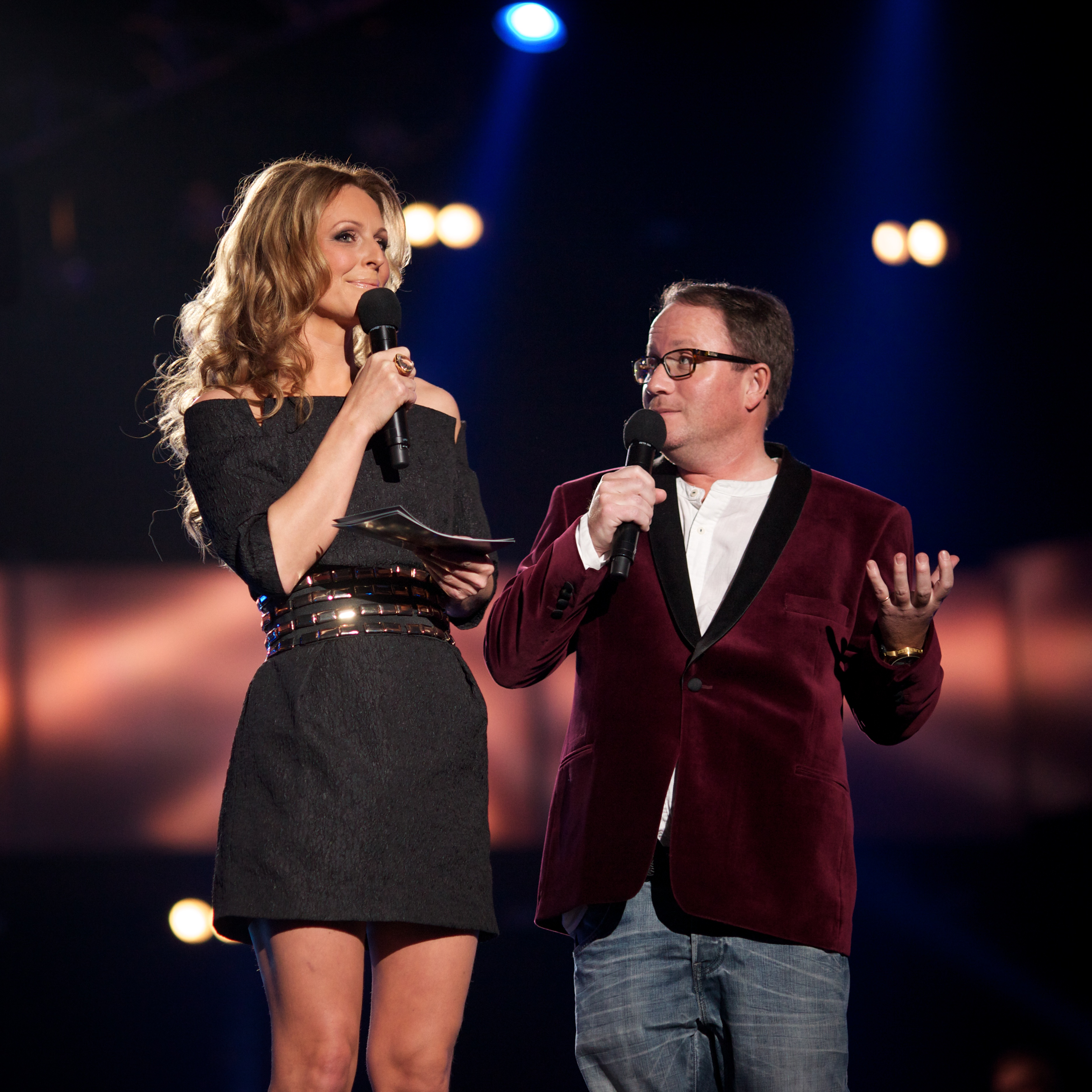
Marte Stokstad en Per Sundnes, presentatoren van Melodi Grand Prix 2012

Noorwegen nam deel aan het Eurovisiesongfestival 2012 in Bakoe, Azerbeidzjan. Het was de 51ste deelname van het land aan het Eurovisiesongfestival. De selectie verliep via de jaarlijkse Melodi Grand Prix, waarvan de finale plaatsvond op 11 februari 2012. De staatsomroep NRK was verantwoordelijk voor de Noorse bijdrage voor de editie van 2012.

## Selectieprocedure
Tussen 30 juni en 2 september 2011 konden geïnteresseerden een bijdrage opsturen naar NRK. Daarnaast verzocht de openbare omroep ook zelf enkele componisten en artiesten om deel te nemen. In totaal ontving NRK 800 inzendingen, meer dan in 2011.
Een aantal inzendingen kwam uit het buitenland, waarvan het merendeel uit Zweden. De locatie voor de finale was net als voorgaande jaren het Oslo Spektrum. Voorafgaand aan de finale waren er vanaf zaterdag 14 januari drie voorrondes. In december 2011 werden de namen bekendgemaakt van de finalisten. Onder de finalisten zat Malin Reitan, die Noorwegen vertegenwoordigde op het Junior Eurovisiesongfestival 2005, waar ze derde werd.
Uiteindelijk won Tooji de finale van Melodi Grand Prix 2012, hoewel hij pas tweede was geworden in zijn halve finale. Desalniettemin mocht hij met zijn nummer Stay Noorwegen vertegenwoordigen op het Eurovisiesongfestival 2012.

## Melodi Grand Prix 2012

#### Eerste halve finale
14 januari 2012
| Volgorde | Artiest                       | Lied                     |
| -------- | ----------------------------- | ------------------------ |
| 1        | Irresistible feat. Carl Pritt | Elevator                 |
| 2        | Kim André Rysstad             | Så vidunderlig           |
| 3        | Reidun Sæther                 | High on love             |
| 4        | Rudi Myntevik                 | You break it, you own it |
| 5        | Lisa Stokke                   | With love                |
| 6        | United                        | Little Bobbi             |
| 7        | Nora Foss Al-Jabri            | Somewhere beautiful      |
| 8        | The Carburetors               | Don't touch the flame    |

#### Tweede halve finale

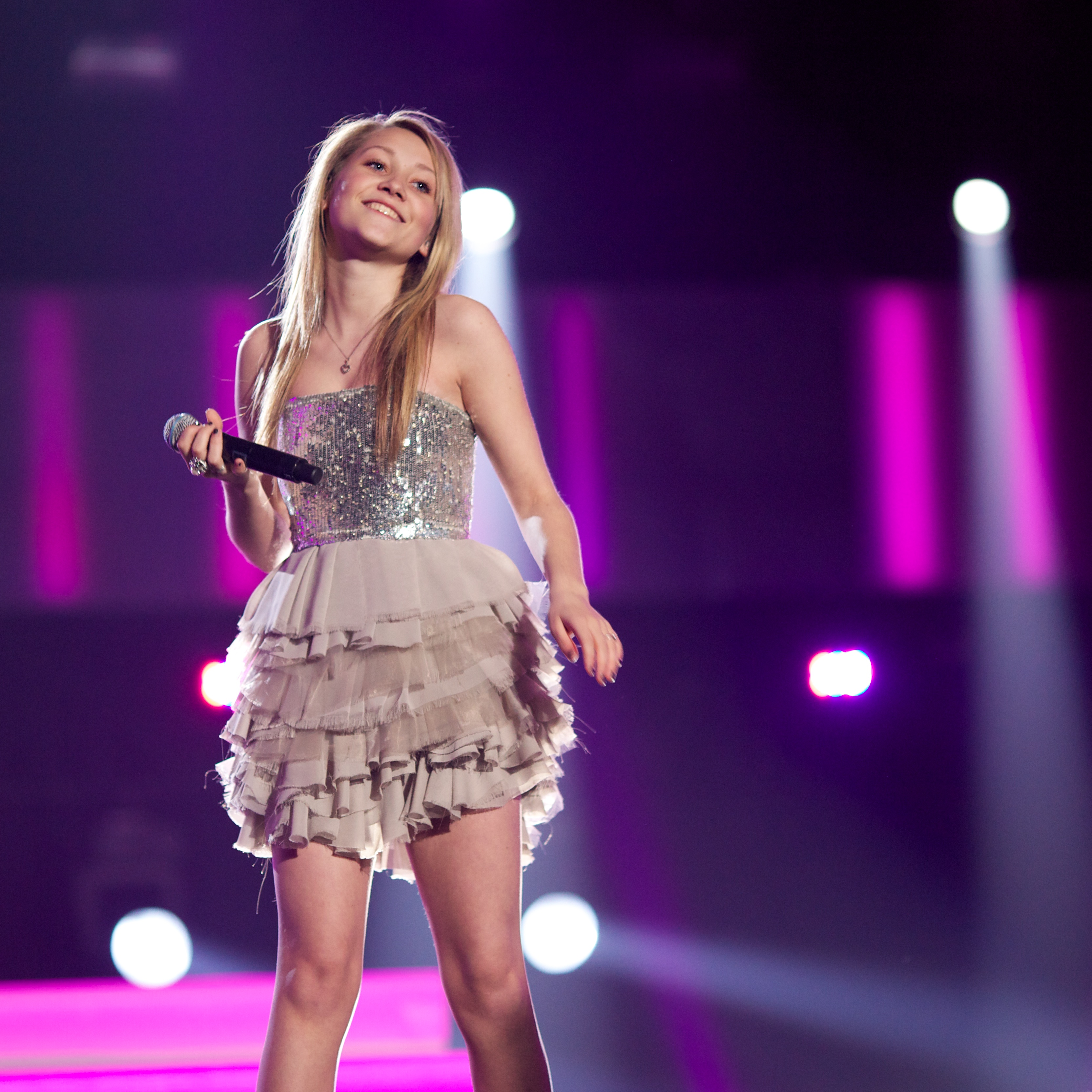
Malin Reitan zong het liedje Crush tijdens de tweede halve finale

21 januari 2012
| Volgorde | Artiest           | Lied              |
| -------- | ----------------- | ----------------- |
| 1        | Cocktail Slippers | Keeps on dancing  |
| 2        | Isabel Ødegård    | I've got you      |
| 3        | Tommy Fredvang    | Make it better    |
| 4        | Rikke Lie         | Another heartache |
| 5        | Malin Reitan      | Crush             |
| 6        | Plumbo            | Ola Nordmann      |
| 7        | Minnie-Oh         | You and I         |
| 8        | Rikke Normann     | Shapeshifter      |

#### Derde halve finale
28 januari 2012
| Volgorde | Artiest                  | Lied                                |
| -------- | ------------------------ | ----------------------------------- |
| 1        | Tooji                    | Stay                                |
| 2        | Marthe Valle             | Si                                  |
| 3        | Petter Øien & Bobby Bare | Things change                       |
| 4        | Yaseen & Julie Maria     | Sammen                              |
| 5        | Håvard Lothe Band        | The greatest day                    |
| 6        | Silya Nymoen             | Euphoria                            |
| 7        | The Canoes               | Seemed like a good idea at the time |
| 8        | Lise Karlsnes            | Sailors                             |

#### Finale
11 februari 2012
| Volgorde | Artiest                  | Lied                  |
| -------- | ------------------------ | --------------------- |
| 1        | Tooji                    | Stay                  |
| 2        | Reidun Sæther            | High on love          |
| 3        | Lise Karlsnes            | Sailors               |
| 4        | Plumbo                   | Ola Nordmann          |
| 5        | Malin Reitan             | Crush                 |
| 6        | Nora Foss Al-Jabri       | Somewhere beautiful   |
| 7        | The Carburetors          | Don't touch the flame |
| 8        | Petter Øien & Bobby Bare | Things change         |
| 9        | Yaseen & Julie Maria     | Sammen                |
| 10       | Tommy Fredvang           | Make it better        |

Superfinale
| Plaats | Artiest                  | Lied                | Stemmen |
| ------ | ------------------------ | ------------------- | ------- |
| 1      | Tooji                    | Stay                | 155.480 |
| 2      | Nora Foss Al-Jabri       | Somewhere beautiful | 90.046  |
| 3      | Petter Øien & Bobby Bare | Things change       | 79.685  |
| 4      | Plumbo                   | Ola Nordmann        | 61.868  |

## In Bakoe
In Bakoe trad Noorwegen aan in de tweede halve finale, op donderdag 24 mei. Daar werd het tiende. In de finale behaalde Noorwegen de laatste plaats.